# Treino de habilidades sociais
O treino de habilidades sociais (THS) é uma abordagem da terapia comportamental que permite que pacientes que possuem os mais variados graus de deficits comportamentais possam modelar comportamentos mais saudáveis, e assim se tornarem mais confiantes e assertivos perante o convívio social. O treinamento de habilidades sociais é considerado no meio clínico como um dos tratamentos não-farmacológicos mais eficazes para a fobia social. Algumas das técnicas usadas no THS são: a modelagem pelo terapeuta, ensaio comportamental, reforçamento social e o treinamento realizado fora da sessão (tarefas de casa).
O uso de técnicas de THS tem sido recomendado para todos os pacientes com déficits de habilidades sociais, pois esta prática tem se mostrado bastante eficaz em reduzir a ansiedade no confronto interpessoal. A eficácia do THS tem se mostrado eficaz em diversas áreas da vida pessoal e profissional, tanto que especialistas defendem o uso do THS nas escolas.